# Monument des Eisens

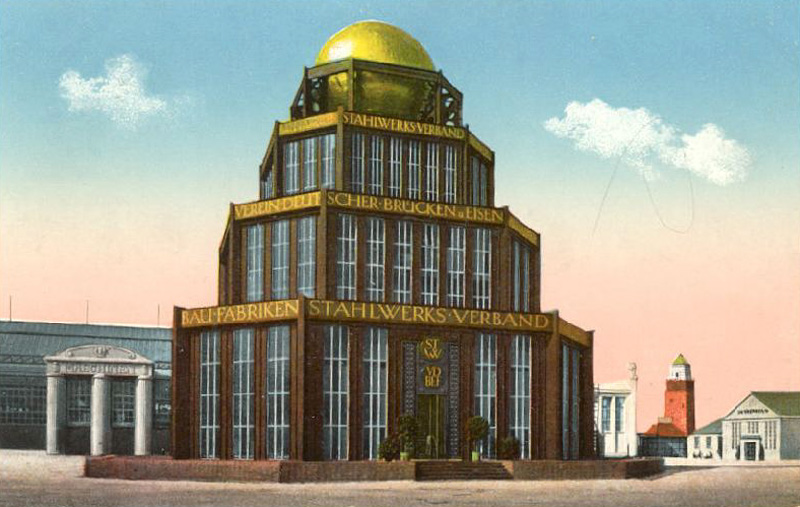
Monument des Eisens, 1913,
Postkarte von Dr. Trenkler & Co.

Das Monument des Eisens war ein Ausstellungspavillon des Deutschen Stahlwerksverbands und des Vereins deutscher Brücken- und Eisenbaufabriken auf der Internationalen Baufach-Ausstellung 1913 in Leipzig. Mit ihm schuf das Berliner Architekturbüro Taut & Hoffmann das meistbeachtete Gebäude der gesamten Fachmesse und einen bedeutenden Vorläufer der modernen Architektur.

## Geschichte
Für einen gemeinsamen Pavillon auf der Internationalen Baufach-Ausstellung 1913 beauftragten der Stahlwerksverband und der Verein deutscher Brücken- und Eisenbaufabriken, beides Stahlverbände aus Düsseldorf, das junge Architekturbüro der Gebrüder Bruno und Max Taut sowie ihres Kompagnons Franz Hoffmann. Dem Auftrag lag ein Entwurf mit dem Kennnamen „Monument des Eisens“ zugrunde, mit dem die Architekten zusammen mit dem von Paul de Gruyter geleiteten Bauunternehmen Breest & Co. aus Berlin zuvor den ersten Preis eines zweistufigen Wettbewerbs gewonnen hatten, der im Frühjahr 1912 von den Stahlverbänden ausgeschrieben worden war. So wollten sich die Stahlverbände gegenüber der Baubranche mit einer ambitionierten Architektur als fortschrittlich und zukunftsweisend präsentieren. Bereits in einem früheren Pavillon für die Träger Verkaufs-Kontor Berlin GmbH hatten Bruno Taut und Franz Hoffmann auf der II. Ton-, Zement- und Kalkindustrie-Ausstellung Berlin 1910 erfolgreich gezeigt, wie das Baumaterial Stahl als Stabwerk eingesetzt werden kann, um einem Stahlhersteller durch eine avantgardistische Konstruktion die Aufmerksamkeit eines Messepublikums zu sichern.

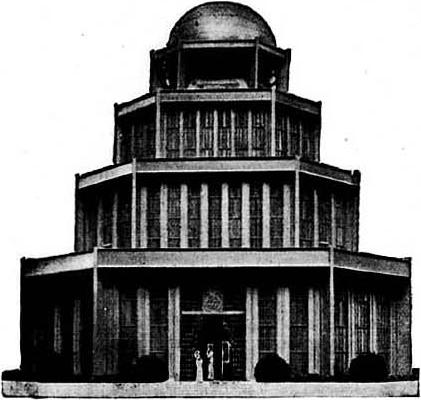
Entwurfsmodell von 1912
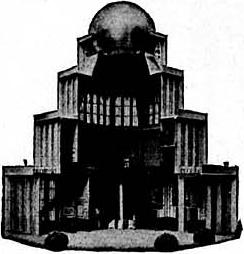
Rückseite des Modells mit Anschnitt

Unterstützt wurden die Architekten durch den Stahlbaufachmann Hans Schmuckler (1875–1940). Mit ihm entwickelten sie bei ihrer neuen Entwurfsaufgabe ein Gebäude, inspiriert von Ideen des Art déco, des Expressionismus und orientalischer Baukunst.
Wie eine Skizze von Bruno Taut zu dem Projekt belegt, war er durch eine Architekturtheorie von Hendrik Petrus Berlage beeinflusst. Nach ihr entwickelte Taut die Proportionen des gestuften Baukörpers mittels Triangulatur. Berlage hatte seine Theorie der Architektur der Gotik entlehnt und sie 1908 in der Schrift Grundlagen und Entwicklung der Architektur (1908) publiziert.
Der Ausstellungspavillon wurde von der Firma Breest & Co. innerhalb von etwa drei Monaten schlüsselfertig erstellt. Bald nach der Baumesse, die von Mai bis Oktober 1913 stattfand, wurde der Pavillon abgetragen. Als einziges Ausstellungsgebäude blieb die von Wilhelm Kreis entworfene Betonhalle bis heute auf dem späteren Gelände der Alten Messe erhalten. Als Massivbau in Stahlbeton errichtet, bildete sie ästhetisch und konstruktiv ein Gegenstück zum nebenan stehenden Pavillon.
Mit ihrem Ausstellungsgebäude schufen Taut und Hoffmann einen spektakulären Bau, der neue Möglichkeiten der Architektur vor Augen führte. Er bildete den Prototyp für das spätere Glashaus, mit dem sie auf der Kölner Werkbundausstellung des Folgejahrs endgültig den Ruf eines führenden Büros der architektonischen Avantgarde erwarben.

## Beschreibung

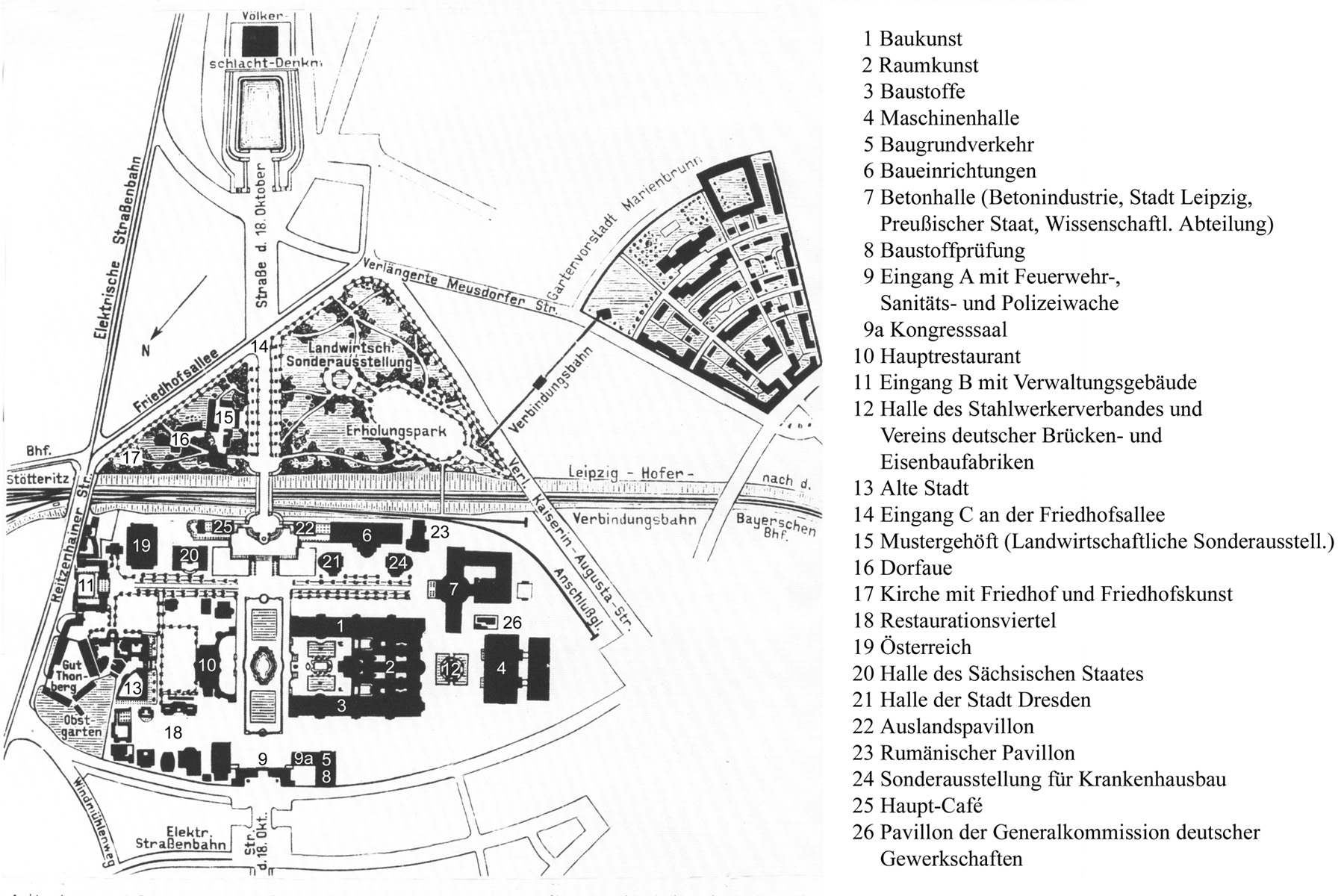
Lageplan der Ausstellung, Monument des Eisens = Nr. 12

Das Monument des Eisens war ein rund 30 Meter hoher und 25 Meter breiter oktogonaler Zentralbau aus Profilstahl in der Form einer gestuften Zikkurat. Er war gekrönt von einer monumentalen, vergoldeten Kugel aus Zinkblech mit einem Durchmesser von neun Metern, die offensichtlich das Wiener Secessionsgebäude zitierte. Neben der „magischen“ Anziehungskraft sollte die Vergoldung dem ansonsten vergleichsweise sachlich gehaltenen äußeren Erscheinungsbild des Baus aus sichtbaren Stahlträgern eine werthaltige Anmutung verleihen. Vergoldet waren daher auch die Lettern mit den ornamentalen Schriftzügen der Aussteller auf Architraven der Stahlkonstruktion. Durch allseitig eingelassene Fenster wurde der Charakter des Gebäudes als Fachwerkbau unterstrichen. Das Gebäude stand auf einem achteckigen Backsteinsockel. Dieser gab der Anlage eine umlaufende Terrasse und ließ den auf ihm präsentierten  solitären Zentralbau wie einen Tempietto wirken. Vor dem Eingang des Pavillons wies die Terrasse eine Treppe auf. Der Eingang war durch eine Art-déco-Gestaltung betont. Über dem Portal waren Tondi mit den Initialen der Aussteller angebracht.
Einen Höhepunkt der wissenschaftlich-lehrhaft kuratierten Leistungsschau bildete ein Zentralraum im Erdgeschoss, der hohe, achteckige „Diaphaniensaal“ mit Fotografien von ausgeführten oder in Entstehung begriffenen Stahlbauten, die unter einem Fries aus Scherenschnitten von Wilhelm Repsold ausgestellt waren. Diesen Raum umschloss ein umlaufender, acht Meter breiter Gang mit Terrazzoböden und Steineisendecken. Ausgefüllt waren die Decken von floral bemalten Hohlziegelsteinen. In dem Umgang wurden in „Kojen“ Exponate zur Herstellung von Eisen und Stahl sowie Walzerzeugnisse und Modelle von Stahlbrücken ausgestellt, darunter ein Modell der bis 1910 errichteten Kaiserbrücke in Breslau.

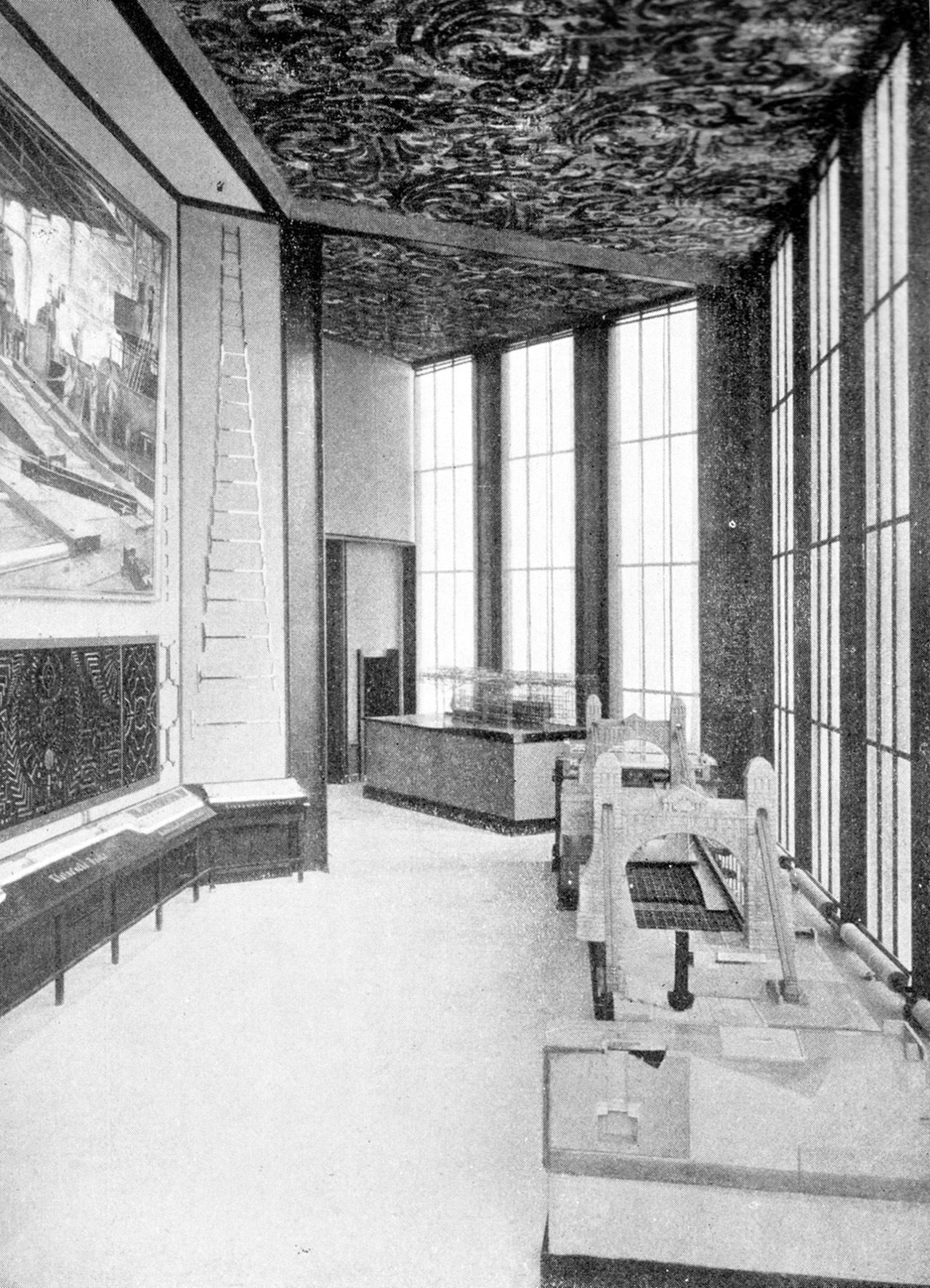
Umgang im Erdgeschoss, rechts im Vordergrund das Modell der Breslauer Kaiserbrücke
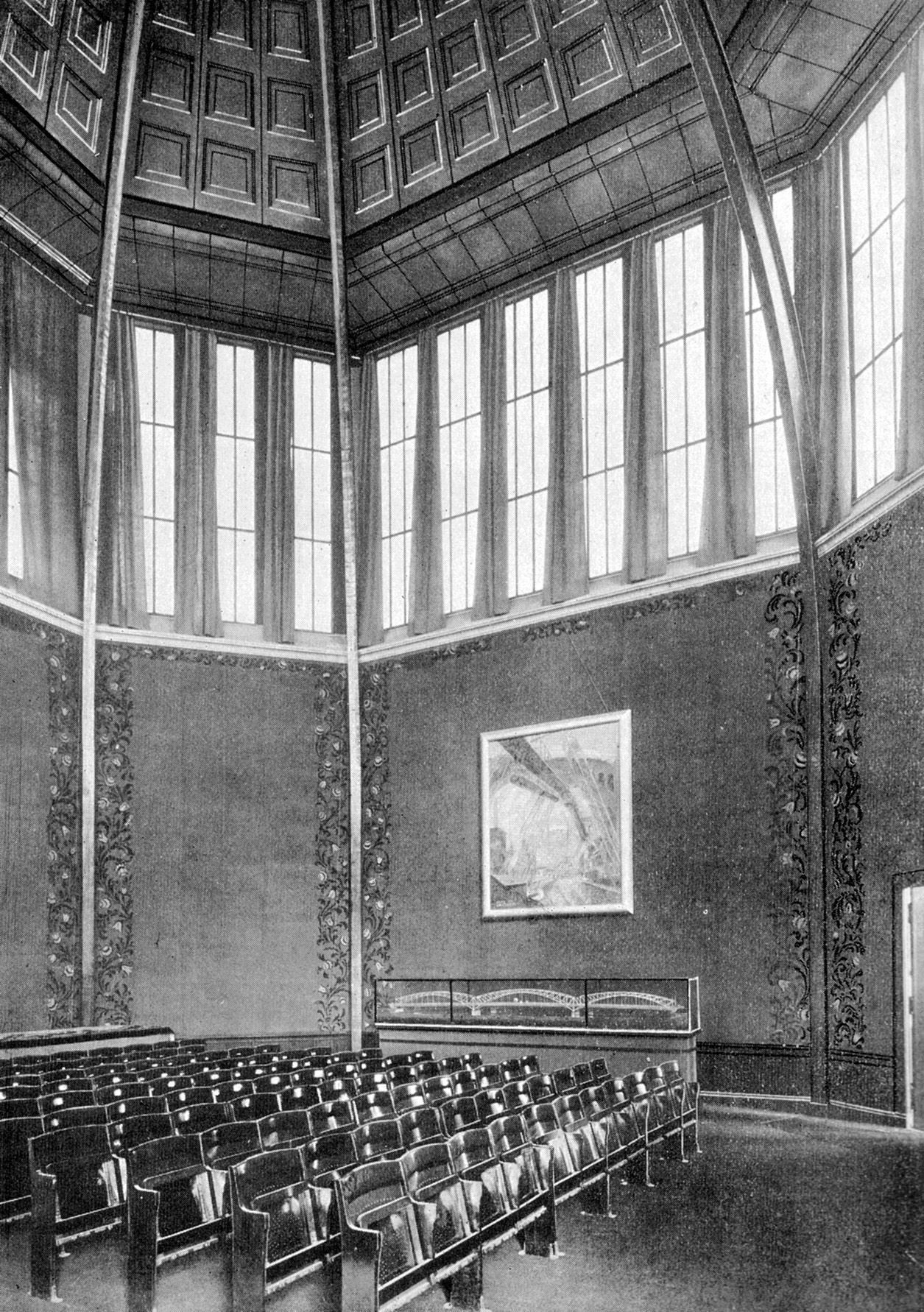
Kinosaal

In das Obergeschoss des Pavillons gelangte man über eine symmetrische, freitragend in die Konstruktion des Umgangs eingebaute Treppenanlage. Über sie erreichte man einen für kinematografische Projektion eingerichteten Saal, der den Architekturkritiker Adolf Behne besonders faszinierte. Es handelte sich um eines von drei Kinos auf der Ausstellung, das für Vorträge genutzt wurde und in dem „nur wissenschaftliche und belehrende Films, besonders aus der Verarbeitung des Eisens, dessen Verwendung usw.“ gezeigt wurden. Dieser hohe, sich über zwei Zikkuratstufen erstreckende Raum war in dunkelvioletten Farben gestaltet und durch die Fenster der Oberlichtzone hell beleuchtet, solange er nicht durch zugezogene Fenstervorhänge verdunkelt war. Er präsentierte an den violetten Textilwänden der unteren Zone verschiedene Motive der Industriemalerei. Nach oben hin bot er einen Blick auf eine gewölbte und kassettierte Betondecke und die silberne Unterseite der in blankpolierte Stahlträger gefassten Kugel. In dem Gang, der den unteren Teil des Kino- und Vortragssaals umgab, waren Zeichnungen und ebenfalls Modelle von Stahlbrücken zu sehen.
Kunsthandwerklich besonders ausgeführt war das oval gerundete Vestibül des Pavillons. Sein Fußboden bestand aus Skyros-Marmor mit Bronzeeinlagen. Die Decke bildete dort ein ornamentales Netz aus blankpolierten Stahlträgern, zwischen die reich verzierte, farbige Tonplatten und Flächen mit Profilputz gespannt waren. Die Wände des Vestibüls schmückten Kacheln von John Martens sowie Majolika-Bilder und Mosaiken von Franz Mutzenbecher, darunter die Darstellung einer feuerspeienden Bessemer-Birne. Mutzenbecher war auch der Schöpfer der Deckenbemalungen des Pavillons. Ferner dekorierte er Raumteiler aus Künstlerleinwand und Draperien an der Bühne des Kinosaals.